# Brama Głogowska w Szprotawie
Brama Głogowska jedna z dwóch, obok Bramy Żagańskiej, bram miejskich w Szprotawie. Była usytuowana w północno-wschodniej części miasta przy dzisiejszej ul. Głogowskiej (niegdyś Glogauer Tor Strasse).
Po raz pierwszy wspomniana w dokumentach w roku 1330. Nazywana początkowo Leimtor, co oznaczało bramę o konstrukcji szachulcowej. W 1826 roku brama, wraz z sąsiadującymi budynkami, zostaje rozebrana. W 1832 roku teren został wysadzony pod budowę nowego masywnego mostu. Obecnie na miejscu bramy znajduje się skwer oraz hotel.
Brama Głogowska jest przedmiotem badań w programie badawczym "Zamek Szprotawski", prowadzonym przez Muzeum Ziemi Szprotawskiej.

## Literatura
- Felix Matuszkiewicz "Geschichte der Stadt Sprottau", 1908
- Maciej Boryna "Tajemnice Szprotawy i okolic", 2001
- Krzysztof Wachowiak "Zamek i fortyfikacje miejskie w Szprotawie", 2007, praca niepublikowana